# Mads Wittermans
Mads Wittermans (Drachten, 22 januari 1977) is een Nederlandse acteur.
Wittermans begon bij de Vooropleiding Theater in Groningen en werd bekend als Ot van Zeventer in de serie Fort Alpha. Ook speelde hij rollen in films als Van God Los, Phileine zegt sorry, De scheepsjongens van Bontekoe, De schippers van de Kameleon, Doodeind en Roffa.
Zijn vader is Joop Wittermans, die eveneens meespeelde in Fort Alpha, als de conciërge Piet. Ook speelden vader en zoon samen in Roffa. Wittermans speelde behalve in films en televisieseries ook in een aantal toneelstukken, zoals:
- Vader & Zoon (met vader Joop Wittermans)
- Mijn Elektra
- Stormbrein (zijn eerste soloperformance over zijn ADHD)
- Peerd & Woagen (een voorstelling over 'de Groninger', geregisseerd door Theo de Groot)
- The Meeting, over de strijd tegen zijn alcoholverslaving.

## Filmografie
- Fort Alpha (1996-1997) - Ot van Zeventer
- Hotnews.nl - Arno
- De scheepsjongens van Bontekoe (2007) - Pieterzoon
- Flikken Maastricht (2007) - Danny Hovink en (2021) - gastrol: eigenaar club
- 13 in de oorlog (2009) - Henk Post
- Penoza (2012 & 2013) - Speedy
- Sinterklaasjournaal (2017) - Lid Dokkumse Diepfrieze Dakkapel (afl. 1 t/m 6)
- Komt een man bij de dokter (2017) - Diverse rollen
- Goede tijden, slechte tijden (2017) - Marco Rienstra
- De 12 van Schouwendam (2019) - Siebren van Keulen
- Baantjer: het Begin (2019) - Mees Winia
- De veroordeling (2021)
- Rampvlucht (2022) - Jeffrey Veldhuizen
- Mocro Maffia (2023-2024) - Otto Massing
- Mocro Maffia: Tatta (2023) - Otto Massing[1]
- Oogappels (2024) - Harry
- Bennie (2025) - Boudewijn